# موزه کارگران صنعتی نروژ
موزه کارگران صنعتی نروژ (نروژی: Norsk Industriarbeidermuseum) یک موزه صنعتی است که در ریوکان در تین، نروژ واقع شده است. این موزه در سال ۱۹۸۸ تأسیس شد تا امکان حفظ جامعه صنعتی ایجاد شده توسط نورسک هیدرو را فراهم کند، زمانی که آنها خود را در ریوکان در سال ۱۹۰۷ تأسیس کردند. این موزه یک لنگرگاه در مسیر میراث صنعتی اروپا محسوب می‌شود.

## پیش‌فرض
تحقیقات و نمایشگاه‌های این موزه تاریخچه صنعت انرژی در نروژ پس از سال ۱۹۰۰ از جمله برق آبی، صنایع الکتروشیمیایی و اماکن مربوط به کارگران را در بر می‌گیرد.

## تاریخچه
بنیاد اداره کننده موزه در ۳ نوامبر ۱۹۸۳ توسط شهرداری، اداره منابع آب و انرژی نروژ و اتحادیه‌های کارگری کنفدراسیون اتحادیه‌های کارگری نروژ، انجمن آموزش کارگران نروژ، اتحادیه کارگران صنایع شیمیایی نروژ و اتحادیه کارگران برق و فناوری اطلاعات تأسیس شد. بعداً توسط فدراسیون متحد اتحادیه‌های کارگری، استات کرفت و استاتنت تکمیل شد، اما دو مورد اخیر از آن زمان خارج شده‌اند.